# Princess Royal
Den Titel einer Princess Royal ([prɪnsəs ˈrɔɪəl], deutsch etwa: Königliche Prinzessin) verleiht der britische Monarch traditionsgemäß, jedoch nicht automatisch, seiner ältesten Tochter. Dieser wird auf Lebenszeit getragen und kann in dieser Zeit niemand anderem verliehen werden, sodass es stets nur eine einzige Princess Royal zur selben Zeit gibt. Insgesamt gab es bisher sieben Trägerinnen des Titels. Der Titel wurde 1642 von Karl I. von England für seine Tochter Maria ins Leben gerufen, weil seine Gemahlin Henrietta Maria (1609–1669), die Tochter Heinrichs IV. von Frankreich, den Titel der ältesten Tochter des Königs von Frankreich, Madame Royale, nachahmen wollte.
Nach dem Tod von Prinzessin Mary 1965, die den Titel seit 1932 getragen hatte, kam Prinzessin Anne, die einzige Tochter der damals regierenden Königin Elisabeth II., als Princess Royal in Frage. Sie erhielt den Titel schließlich 1987 durch ein Letters Patent verliehen. Da der derzeitige Monarch, ihr Bruder Charles III., keine Tochter hat, wäre nach Annes Tod Charlotte of Wales die theoretisch nächste mögliche Trägerin des Titels, sobald deren Vater Prinz William König ist.

## Liste der Princesses Royal

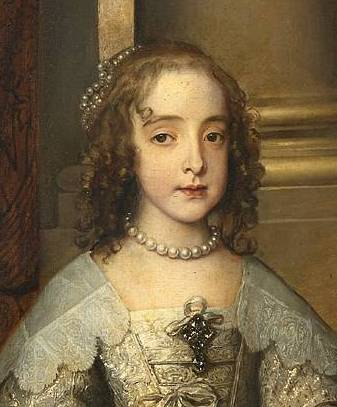
Maria Henrietta Stuart, die erste Princess Royal

1. Prinzessin Maria (1631–1660), ab 1642
älteste Tochter König Karls I., verheiratet mit Wilhelm II. von Oranien, Mutter des späteren Königs Wilhelm III.
2. Prinzessin Anne (1709–1759), ab 1727
 älteste Tochter König Georgs II., verheiratet mit Wilhelm IV. von Oranien
3. Prinzessin Charlotte (1766–1828), ab 1789
älteste Tochter König Georgs III., verheiratet mit König Friedrich I. von Württemberg
4. Prinzessin Victoria (1840–1901), ab 1841
älteste Tochter Königin Victorias, als Gemahlin Friedrichs III. Deutsche Kaiserin und Königin von Preußen
5. Prinzessin Louise (1867–1931), ab 1905
älteste Tochter König Eduards VII., verheiratet mit Alexander Duff, 1. Herzog von Fife
6. Prinzessin Mary (1897–1965), ab 1932
einzige Tochter König Georgs V., verheiratet mit Henry Lascelles
7. Prinzessin Anne (geboren 1950), seit 1987
einzige Tochter Königin Elisabeths II., verheiratet mit Mark Phillips (1973–1992) und Timothy Laurence (seit 1992)

Die Prinzessinnen Maria (später Königin Maria II. von England, 1662–1694), die älteste Tochter Jakobs II. und Gemahlin Wilhelms III. von Oranien, sowie Sophia Dorothea (1687–1757), die einzige Tochter Georgs I. und Gemahlin Friedrich Wilhelms I., wären für den Titel infrage gekommen, erhielten ihn aber nicht.